# Висячі води

Схема розташування підвішених вод у водоносній породі

Висячі води (підвішені води) (рос. висящие воды, англ. perched water, нім. Wässerhängende) – підземні води у водоносній породі, нижче якої знаходяться породи, що не насичені водою та містять у своїх порах і порожнинах повітря. Це капілярні води, утримувані в порах, тріщинах та інших порожнинах гірських порід капілярними силами і не мають зв'язку з  ґрунтовими водами.